# Верхний Таптанай
Верхний Таптана́й (бур. Дээдэ Табтаанай) — село в Дульдургинском районе Агинского Бурятского округа Забайкальского края. Входит в состав сельского поселения Таптанай.

## География
Расположено восточнее села Таптанай, находящегося у левого берега реки Таптанай (правый приток Или), в 21 км к северо-востоку от районного центра — села Дульдурга. Через село проходит региональная автодорога Агинское — Дульдурга.

## Население
| 2021 |
| ---- |
| 0    |

## История
Решение образовать новый населённый пункт путём выделения из села Таптанай было принято Законом Забайкальского края от 5 мая 2014 года. Распоряжением Правительства Российской Федерации от 1 марта 2016 года N 350-р селу было присвоено соответствующее наименование и на федеральном уровне.